# Довгополівська сільська рада (Роменський район)
Довгопо́лівська сільська́ ра́да — колишній орган місцевого самоврядування в Роменському районі Сумської області. Адміністративний центр — село Довгополівка.

## Загальні відомості
- Населення ради: 1 770 осіб (станом на 2001 рік)

## Населені пункти
Сільській раді були підпорядковані населені пункти:
- с. Довгополівка
- с. Кропивинці
- с. Левченки
- с. Москівщина
- с. Овлаші

## Склад ради
Рада складалася з 16 депутатів та голови.
- Голова ради: Зварич Олена Євгеніївна

### Керівний склад попередніх скликань
| Прізвище, ім'я, по батькові | Основні відомості                                                                                         | Дата обрання | Дата звільнення |
| --------------------------- | --- | ------------ | --------------- |
| Берещук Анатолій Павлович   | Сільський голова, 1958 року народження, член Комуністичної партії України                                 | 26.03.2006   | 15.03.2008      |
| Зварич Олена Євгеніївна     | Сільський голова, 1966 року народження, освіта середня спеціальна, Всеукраїнське об'єднання «Батьківщина» | 30.11.2008   | 31.10.2010      |
| Зварич Олена Євгеніївна     | Сільський голова, 1966 року народження, освіта середня спеціальна, член Партії регіонів                   | 31.10.2010   |                 |

Примітка: таблиця складена за даними сайту Верховної Ради України